# Surinam na Letních olympijských hrách 2012
Surinam se účastnil Letní olympiády 2012. Zastupovalo ho 5 sportovců (3 muži a 2 ženy) ve 3 sportech.

## Seznam všech zúčastněných sportovců
| Číslo | Jméno              | Pohlaví | Věk | Sport     |
| ----- | ------------------ | ------- | --- | --------- |
| 1     | Kirsten Nieuwendam | Ženaa   | 20  | Atletika  |
| 2     | Jurgen Themen      | Muž     | 26  | Atletika  |
| 3     | Virgil Soeroredjo  | Muž     | 27  | Badminton |
| 4     | Chinyere Pigot     | Žena    | 19  | Plavání   |
| 5     | Diguan Pigot       | Muž     | 18  | Plavání   |